# باغ کو
باغ کو روستایی از توابع بخش مرکزی شهرستان کنگان در استان بوشهر جنوب ایران.
این روستا در دهستان طاهری قرار دارد و بر اساس سرشماری سال ۱۳۸۵ جمعیت آن ۱۰۹ نفر بوده است.